# Xuzhou
Xuzhou (en chino, 徐州; pinyin, Xúzhōu), antiguamente Pengcheng (彭城), es una ciudad-prefectura en la provincia de Jiangsu, República Popular de China. Limita al norte con Zaozhuang, al sur con Huaibei, al oeste con Shangqiu y al este con Suqian.
Es conocida por su ubicación como centro de transporte en el norte de Jiangsu, con autopistas y carreteras de tren que conecta directamente a las provincias de Henan y Shandong, la ciudad portuaria de Lianyungang, así como con el centro económico de Shanghái.

## Toponimia
Su transcripción tradicional en español era "Suchou", que se escribía idéntica a la de la ciudad de Suzhou. Otras transcripciones históricas son Suchow o Süchow, así como Siu Tcheou, Hsu-chou, Hsuchow y Hsü-chow.

## Administración
La ciudad prefectura de Xuzou se divide en cinco distritos, dos ciudades y cuatro condados:
- Distrito Yunlong (云龙区)
- Distrito Gulou (鼓楼区)
- Distrito Jiuli (九里区)
- Distrito Jiawang (贾汪区)
- Distrito Quanshan (泉山区)
- Ciudad  Pizhou (邳州市)
- Ciudad Xinyi (新沂市)
- Condado Tongshan(铜山县)
- Condado Suining (睢宁县)
- Condado Pei (沛县)
- Condado Feng (丰县)

Estos se dividen en 157 divisiones menores

## Historia
Pengzu, el dios de la longevidad en la historia de China vivió en Xuzhóu hace unos 4000 años, dejando a la ciudad sus culturas y costumbres.
Durante las dinastías Xia y Shang, Xuzhou fue tierra habitada por los pueblos dongyi que constantemente combatían con las dinastías Shang y Zhou. Durante el período de Primaveras y Otoños, Xuzhou fue un poblado de pequeñas explotaciones agrícolas y aldeas de pesca. Originalmente fue capital del Estado Dongyi de Xu, pero fue exterminada por el Estado de Wu en el 512 a. C. Por su parte, Wu fue conquistado por el Estado de Yue unas décadas más tarde. Liu Bang nació en esta parte de China, en el 256 o 247 a. C. A comienzos de la dinastía Han, Xuzhou formaba parte del Reino de Chu. Después de que el río Amarillo comenzó a cambiar de rumbo durante la dinastía Song, la región se presta para las inundaciones debido a la falta de nutrientes y salinización de la tierra que un día fue fértil.
Xuzhóu fue el sitio de la batalla final en la guerra civil china.

## Clima
Xuzhóu está situada en el sureste de la gran llanura del norte de China. Xuzhou tiene un clima subtropical húmedo, con inviernos frescos, aguas termales, veranos largos y calurosos y otoños húmedos. La temperatura anual es de 20 °C. La nieve se puede producir durante el invierno, aunque rara vez en gran cantidad. La precipitación anual es de 830 mm se produce entre mayo y septiembre.
| Parámetros climáticos promedio de Xuzhou (1971−2000) | Parámetros climáticos promedio de Xuzhou (1971−2000) | Parámetros climáticos promedio de Xuzhou (1971−2000) | Parámetros climáticos promedio de Xuzhou (1971−2000) | Parámetros climáticos promedio de Xuzhou (1971−2000) | Parámetros climáticos promedio de Xuzhou (1971−2000) | Parámetros climáticos promedio de Xuzhou (1971−2000) | Parámetros climáticos promedio de Xuzhou (1971−2000) | Parámetros climáticos promedio de Xuzhou (1971−2000) | Parámetros climáticos promedio de Xuzhou (1971−2000) | Parámetros climáticos promedio de Xuzhou (1971−2000) | Parámetros climáticos promedio de Xuzhou (1971−2000) | Parámetros climáticos promedio de Xuzhou (1971−2000) | Parámetros climáticos promedio de Xuzhou (1971−2000) |
| Mes                                                  | Ene.                                                 | Feb.                                                 | Mar.                                                 | Abr.                                                 | May.                                                 | Jun.                                                 | Jul.                                                 | Ago.                                                 | Sep.                                                 | Oct.                                                 | Nov.                                                 | Dic.                                                 | Anual                                                |
| ---------------------------------------------------- | ---------------------------------------------------- | ---------------------------------------------------- | ---------------------------------------------------- | ---------------------------------------------------- | ---------------------------------------------------- | ---------------------------------------------------- | ---------------------------------------------------- | ---------------------------------------------------- | ---------------------------------------------------- | ---------------------------------------------------- | ---------------------------------------------------- | ---------------------------------------------------- | ---------------------------------------------------- |
| Temp. máx. media (°C)                                | 6.5                                                  | 7.8                                                  | 13.4                                                 | 20.9                                                 | 25.6                                                 | 29.8                                                 | 31.4                                                 | 30.6                                                 | 26.9                                                 | 21.5                                                 | 14.1                                                 | 7.7                                                  | 19.6                                                 |
| Temp. mín. media (°C)                                | −3.3                                                 | −1.4                                                 | 3.2                                                  | 9.8                                                  | 15.1                                                 | 20.2                                                 | 23.5                                                 | 22.7                                                 | 17.4                                                 | 10.9                                                 | 4.0                                                  | −1.6                                                 | 10.0                                                 |
| Precipitación total (mm)                             | 17.6                                                 | 20.5                                                 | 36.0                                                 | 47.1                                                 | 65.5                                                 | 106.8                                                | 241.0                                                | 132.6                                                | 72.3                                                 | 41.1                                                 | 26.7                                                 | 14.0                                                 | 831.6                                                |
| Días de precipitaciones (≥ 0.1 mm)                   | 4.0                                                  | 5.4                                                  | 6.4                                                  | 7.1                                                  | 7.4                                                  | 8.0                                                  | 13.5                                                 | 9.9                                                  | 7.2                                                  | 6.8                                                  | 5.1                                                  | 3.7                                                  | 84.5                                                 |
| Horas de sol                                         | 144.8                                                | 147.5                                                | 177.0                                                | 210.5                                                | 232.7                                                | 218.6                                                | 191.9                                                | 202.8                                                | 188.3                                                | 190.8                                                | 164.2                                                | 151.8                                                | 2220.9                                               |
| Humedad relativa (%)                                 | 66                                                   | 64                                                   | 62                                                   | 62                                                   | 64                                                   | 67                                                   | 80                                                   | 81                                                   | 74                                                   | 70                                                   | 69                                                   | 66                                                   | 68.8                                                 |
| Fuente: China Meteorological Administration          |                                                      |                                                      |                                                      |                                                      |                                                      |                                                      |                                                      |                                                      |                                                      |                                                      |                                                      |                                                      |                                                      |